# Cedric Gray
Cedric Gray (Fort Washington, 30 ottobre 2002) è un giocatore di football americano statunitense che milita nel ruolo di linebacker per i Tennessee Titans della National Football League (NFL).

## Carriera universitaria
Nella sua prima stagione a North Carolina nel 2020, Gray fece registrare tre tackle. L’anno successivo divenne titolare e nella settimana 7 di quella stagione mise a segno 6 placcaggi e 2 intercetti, uno dei quali nel finale assicurò la vittoria ai Tar Heels contro Miami. Per questa prestazione fu premiato come miglior difensore dell’Atlantic Coast Conference della settimana. Nel Duke's Mayo Bowl Gray totalizzò 13 tackle, di cui due con perdita di yard, ma la sua squadra fu sconfitta da Tar Heels fell to South Carolina. Chiuse l’annata con 99 placcaggi, 2,5 sack, 3 passaggi deviati, 2 intercetti e un fumble recuperato.
Gray iniziò in maniera positiva la stagione 2022, mettendo a segno 13 tackle e un intercetto nella vittoria per 63–61 su Appalachian State. Nella settimana 8 ebbe 8 tackle e un intercetto nella vittoria per 41-10 su Virginia Tech. Nella settimana 10 ebbe 16 tackle nella vittoria su Virginia per 31–28. Nell'Holiday Bowl 2022 fece registrare 8 tackle e un passaggio deviato nella sconfitta contro Oregon per 28–27. Chiuse l’annata con 145 tackle, di cui 12 con perdita di yard, un sack, 6 passaggi deviate, 2 intercetti, 2 fumble recuperati e 3 fumble forzati, venendo inserito nella formazione ideale della ACC. Fu anche inserito nella seconda formazione All-American da Sporting News.
Nel 2023 Gray mise a referto 121 placcaggi, 5 sack, 2 fumble forzati e un intercetto, venendo inserito per la seconda stagione consecutiva nella formazione ideale della ACC. A fine anno decise di passare tra i professionisti.

## Carriera professionistica

### Tennessee Titans
Gray fu scelto nel corso del quarto giro (106º assoluto) del Draft NFL 2024 dai Tennessee Titans. Nella sua prima stagione mise a segno 22 placcaggi in 7 presenze, nessuna delle quali come titolare.